# Viola kunawarensis
Viola kunawarensis Royle – gatunek roślin z rodziny fiołkowatych (Violaceae). Występuje naturalnie w Turkmenistanie, Pakistanie, północnych Indiach, Nepalu i Chinach (w prowincjach Gansu, Qinghai oraz w północno-zachodnim Syczuanie, a także w regionach autonomicznych – Tybecie i Sinciangu). 

## Morfologia
PokrójBylina dorastająca do 6 cm wysokości, tworzy kłącza.
LiścieBlaszka liściowa ma eliptyczny lub podługowaty kształt. Mierzy 5–20 mm długości oraz 2–5 mm szerokości, jest karbowana na brzegu, ma nasadę od klinowej do zbiegającej po ogonku i tępy wierzchołek. Ogonek liściowy jest nagi. Przylistki są lancetowate.
KwiatyPojedyncze, wyrastające z kątów pędów. Mają działki kielicha o owalnie lancetowatym lub podługowatym kształcie i dorastające do 3–4 mm długości. Płatki są podługowato odwrotnie jajowate, mają niebieskopurpurową barwę oraz 7–10 mm długości, dolny płatek z białymi żyłkami, posiada obłą ostrogę o długości 2 mm.
OwoceTorebki mierzące 5-7 mm długości, o jajowatym kształcie.

## Biologia i ekologia
Rośnie na łąkach i skarpach. Występuje na wysokości od 2900 do 4500 m n.p.m.